# Zofia Ostrowska-Kębłowska
Zofia Ostrowska-Kębłowska (* 7. November 1931 in Posen, Polen; † 28. Dezember 2010 in Breslau, Polen) war eine polnische Kunsthistorikerin und Hochschullehrerin. Sie war emeritierte Professorin für Kunstgeschichte an der Universität Breslau.

## Leben und Werk
Ostrowska-Kębłowska studierte Kunstgeschichte an der Universität Breslau und der Universität Posen. Sie arbeitete von 1953 bis 1970 am Nationalmuseum in Posen, zunächst in der Abteilung für polnische Malerei, dann als Kuratorin in der Abteilung für europäische Malerei.
Sie wurde 1970 wissenschaftliche Mitarbeiterin am Institut für Kunstgeschichte der Universität Breslau. Von 1984 bis 1985 war sie Prodekanin der Fakultät für Philosophie und Geschichte und von 1990 bis 1993 leitete sie das Institut für Kunstgeschichte. 1994 wurde sie Direktorin des neu gegründeten Instituts für Kunstgeschichte. Als Professorin leitete sie von 1996 bis zu ihrem Ruhestand 1999 als Direktorin das Kunsthistorische Institut der Universität Breslau.
Ihre Forschung beschäftigte sich mit der Malerei und Architektur von Posen und Großpolen im 18. und 19. Jahrhundert und der deutschen Kunst des Klassizismus und der Romantik. Am Institut für Kunstgeschichte der Universität Breslau schuf sie die Grundlagen für die Erforschung der Kunst Schlesiens im 19. und frühen 20. Jahrhundert. Sie war Autorin von Büchern unter anderem zur Architektur und Kunst von Posen.
Sie war aktives Mitglied vieler wissenschaftlicher Gesellschaften: Poznań Society of Friends of Sciences, Wrocławskiego Towarzystwa Naukowego, Stowarzyszenia Historyków Sztuki, Komitetu Nauk o Sztuce, der Polnischen Akademie der Wissenschaften und korrespondierendes Mitglied der Polska Akademia Umiejętności. Sie war ab 1980 auch in der Unabhängigen Selbstverwalteten Gewerkschaft Solidarność aktiv.
Sie starb am 28. Dezember in Breslau und wurde dort am 4. Januar auf dem Cmentarz-Grabiszyński-Friedhof beigesetzt.

## Auszeichnungen und Ehrungen
Ostrowska-Kębłowska war Stipendiatin der französischen Regierung, der Edward Raczyński Foundation in Großbritannien, des DAAD, der Historischen Kommission zu Berlin und der Lanckoroński Foundation.
Sie erhielt zahlreiche Preise und Auszeichnungen, darunter das Silberne und das Goldene Verdienstkreuz der Republik Polen.

## Veröffentlichungen (Auswahl)
- Architektura i budownictwo w Poznaniu w latach 1780 – 1880. 2009, ISBN 978-83-7503-095-2.
- mit Lech Kalinowski, Stanisław Mossakowski: Nobile claret opus. Studia z dziejów sztuki dedykowane Mieczysławowi Zlatowi. Seria: Historia Sztuki XIII. 2001.
- Dylematy klasycyzmu. O sztuce Wrocławia XVIII–XIX wieku i jej europejskich kontekstach [Dilemmata des Klassizismus. Über die Breslauer Kunst des 18.–19. Jahrhunderts und ihre europäischen Kontexte]. Wrocław 1994.
- Siedziby Wielkopolskie doby romantyzmu. Wydawnictwo Poznańskie.
- Die Goldene Kapelle im Dom zu Posen . In: Aachener Kunstblätter Band 47 (1976–1977).[6]
- Einige Bemerkungen zu Jean Pierre Norblins Selbstbildnissen. In: Preußen, 2003, S. 81–95.